# 1927년 전국체육대회 축구
1927년 전국체육대회 축구는 일제강점기 조선 경성부에서 개최된 1927년 전국체육대회의 경기 종목이다. '제8회 전조선축구대회'로 개최되었으며 1927년 11월 2일부터 11월 4일까지 경성운동장과 배재고등보통학교 운동장에서 개최되었다.

## 대회 진행
제8회 전조선축구대회는 1927년 11월 2일부터 이틀간 일제강점기 조선 경성부에 있는 경성운동장과 배재고등보통학교 운동장에서 개최되었다. 한 경기장에서 진행된 이전 대회와 달리, 이 대회에는 고창부터 신의주까지 전국에서 28개 선수단이 참가하기 때문에 규모가 2개 경기장에서 나눠서 경기가 진행되었다. 기존의 전문부 종목은 청년부 종목에 통합하여 진행되어 3개의 세부 종목으로 진행되었다.
소학부 종목에서는 평양 장훈보통학교, 죽첨공립보통학교, 가명보통학교, 배영학교, 시흥 흥동학교, 숭덕학교 등 6개 선수단이 참가하였고, 중학부 종목에서는 배재고등보통학교, 경신학교, 보성고등보통학교, 중동학교, 평상 광성고등보통학교, 정주 오산학교, 고창고등보통학교, 양정고등보통학교, 평양 숭실중학, 개성 송도고등보통학교, 개성상업학교, 신의주고등보통학교, 독립문상업학교 등 13개 선수단이 참가했다. 청년부 종목에서는 연희전문학교, 수원 축구단, 철도국 경성공장, 연희 YMCA, 숭실전문학교, 한양구락부, 보성전문학교, 조선 축구단, 신활 축구단 등 9개 선수단이 참가했다.
소학부 종목 결승에서는 숭덕학교가 흥동학교를 상대로 9:0으로 이기며 우승하였고, 중학부 종목에서는 숭실중학이 배재고등보통학교를 결승에서 2:1로 이기며 우승을 차지했다. 청년부 종목에서는 결승에서 연희전문학교가 조선 축구단을 상대로 7:0으로 이기며 우승했다.

## 경기 결과

### 소학부
|  | 준결승           | 준결승   |          |   | 결승 | 결승 |
|  |                  |          |          |   |      |      |
|  |                  |          |          |   |      |      |
|  |                  |          |          |   |      |      |
|  | 숭덕학교         | 2        |          |   |      |      |
|  | 숭덕학교         | 2        |          |   |      |      |
|  | 배영학교         | 0        |          |   |      |      |
|  | 배영학교         | 0        | 숭덕학교 | 9 |      |      |
|  |                  |          | 숭덕학교 | 9 |      |      |
|  |                  | 흥동학교 | 0        |   |      |      |
|  | 흥동학교         | 흥동학교 | 0        | 3 |      |      |
|  | 흥동학교         |          |          | 3 |      |      |
|  | 죽첨공립보통학교 | 1        |          |   |      |      |
|  | 죽첨공립보통학교 | 1        |          |   |      |      |

### 중학부
|  | 준결승           | 준결승           |          |   | 결승 | 결승 |
|  |                  |                  |          |   |      |      |
|  |                  |                  |          |   |      |      |
|  |                  |                  |          |   |      |      |
|  | 중실중학         | 2                |          |   |      |      |
|  | 중실중학         | 2                |          |   |      |      |
|  | 경신학교         | 1                |          |   |      |      |
|  | 경신학교         | 1                | 중실중학 | 3 |      |      |
|  |                  |                  | 중실중학 | 3 |      |      |
|  |                  | 배재고등보통학교 | 1        |   |      |      |
|  | 배재고등보통학교 | 배재고등보통학교 | 1        | 4 |      |      |
|  | 배재고등보통학교 |                  |          | 4 |      |      |
|  | 개성상업학교     | 0                |          |   |      |      |
|  | 개성상업학교     | 0                |          |   |      |      |

### 청년부
|  | 준결승               | 준결승       |              |   | 결승 | 결승 |
|  |                      |              |              |   |      |      |
|  |                      |              |              |   |      |      |
|  |                      |              |              |   |      |      |
|  | 연희전문학교         | 3            |              |   |      |      |
|  | 연희전문학교         | 3            |              |   |      |      |
|  | 세브란스의학전문학교 | 1            |              |   |      |      |
|  | 세브란스의학전문학교 | 1            | 연희전문학교 | 3 |      |      |
|  |                      |              | 연희전문학교 | 3 |      |      |
|  |                      | 보성전문학교 | 2            |   |      |      |
|  | 보성전문학교         | 보성전문학교 | 2            | 3 |      |      |
|  | 보성전문학교         |              |              | 3 |      |      |
|  | 법학전문학교         | 0            |              |   |      |      |
|  | 법학전문학교         | 0            |              |   |      |      |

## 참고 문헌
- 대한체육회 (1990). 《대한체육회 70년사》.
- 대한체육회 (2011). 《대한체육회 90년사》.
- “제8회 전국체육대회 축구 경기 결과”. 대한체육회.[깨진 링크(과거 내용 찾기)]